# Seznam poslanců Malty (1981–1987)
Seznam poslanců Malty v 5. Volebním období po získání nezávislosti tj. volební období 1981–1987.
| Jméno                       | Strana | Volební okresek | Poznámky                                       |
| --------------------------- | ------ | --------------- | ---------------------------------------------- |
| Wistin Abela                | MLP    | 3               |                                                |
| Coronato Attard             | PN     | 13              |                                                |
| Agatha Barbara              | MLP    | 3               | odstoupil; nástupce Portelli, Alfred (Freddie) |
| Freddie Bartolo             | MLP    | 2               | zemřel; nástupce Sultana, Joe                  |
| George Bonello Du Puis      | PN     | 10              |                                                |
| Emanuel Bonnici             | PN     | 1               |                                                |
| Gontran Borg                | MLP    | 8               |                                                |
| Joseph Brincat              | MLP    | 1               |                                                |
| Leo Brincat                 | MLP    | 9               |                                                |
| Piju Busuttil               | MLP    | 2               |                                                |
| Noel Buttigieg Scicluna     | PN     | 8               |                                                |
| Carmenu Buttigieg           | MLP    | 13              |                                                |
| John Buttigieg              | MLP    | 7               |                                                |
| Alexander Cachia Zammit     | PN     | 3               |                                                |
| Reno Calleja                | MLP    | 5               |                                                |
| Joe Cassar                  | PN     | 4               |                                                |
| Joseph Cassar               | MLP    | 5               |                                                |
| Danny Cremona               | MLP    | 1               | zemřel; nástupce Borg, John J.                 |
| John Dalli                  | MLP    | 4               |                                                |
| Cettina Darmenia Brincat    | MLP    | 7               |                                                |
| Guido De Marco              | PN     | 7               |                                                |
| Joe Debono Grech            | MLP    | 8               |                                                |
| Lino Debono                 | MLP    | 13              |                                                |
| Louis Deguara               | PN     | 12              |                                                |
| Michael Falzon              | PN     | 9               |                                                |
| Herman Farrugia             | PN     | 1               |                                                |
| Jimmy Farrugia              | PN     | 4               |                                                |
| Eddie Fenech Adami          | PN     | 12              |                                                |
| Joseph Fenech               | PN     | 8               |                                                |
| Louis Galea                 | PN     | 5               |                                                |
| George Gatt                 | MLP    | 12              |                                                |
| Lawrence Gatt               | PN     | 12              |                                                |
| Lino Gauci Borda            | PN     | 8               |                                                |
| Joe A. Grima                | PN     | 6               |                                                |
| Joseph (Joe) Grima          | MLP    | 2               |                                                |
| Patrick Holland             | MLP    | 10              | zemřel; nástupce Baldacchino, Joseph M.        |
| George John Hyzler          | PN     | 6               |                                                |
| Alfred K/A Freddie Micallef | MLP    | 12              |                                                |
| Daniel Micallef             | MLP    | 11              |                                                |
| Antoine Mifsud Bonnici      | PN     | 7               |                                                |
| Ugo Mifsud Bonnici          | PN     | 2               |                                                |
| Dom Mintoff                 | MLP    | 1               |                                                |
| Vincent C. Moran            | MLP    | 4               |                                                |
| John Muscat                 | PN     | 11              |                                                |
| Josie (Joseph) Muscat       | PN     | 3               |                                                |
| Philip Muscat               | MLP    | 6               |                                                |
| Pierre Muscat               | PN     | 11              |                                                |
| Robert Naudi                | MLP    | 9               |                                                |
| Louis Refalo                | PN     | 13              |                                                |
| Michael Refalo              | PN     | 10              |                                                |
| John Rizzo Naudi            | PN     | 9               |                                                |
| Joseph Saliba               | MLP    | 2               |                                                |
| Lorry Sant                  | MLP    | 4               |                                                |
| Alex Sceberras Trigona      | MLP    | 10              |                                                |
| Joseph P. Sciberras         | MLP    | 7               |                                                |
| Philip Sciberras            | MLP    | 6               |                                                |
| Carm Lino Spiteri           | PN     | 11              |                                                |
| Lino Spiteri                | MLP    | 6               |                                                |
| Anton Tabone                | PN     | 13              |                                                |
| Censu Tabone                | PN     | 9               |                                                |
| George W. Vella             | MLP    | 3               |                                                |
| John Vella                  | PN     | 10              |                                                |
| Karmenu Vella               | MLP    | 5               |                                                |
| Paul Xuereb                 | MLP    | 11              | odstoupil; nástupce Mifsud Bonnici, Karmenu    |
| Ninu (Anthony) Zammit       | PN     | 5               |                                                |